# 北アメリカ北東岸の襲撃 (1703年)
1703年の北アメリカ北東岸の襲撃（きたアメリカほくとうがんのしゅうげき、英Northeast Coast Campaign、または恐怖の六日間）)は、アン女王戦争中の、1703年8月10日から10月6日にかけて起こった一連の襲撃である。アレクサンドル・ルヌフ・ド・ラ・ヴァリエール・ド・ボーバサンが、フランス植民地軍の500人部隊と、アカディアのアベナキ同盟、そしてノリッジウォックのアベナキ族の兵を率いて、現在のメイン州沿岸部、ウェルズとカスコ湾の間に広がるイングランド人集落を15リーグ（約72キロ）以上に渡って焼き払った。
イエズス会の聖職者で歴史家でもあるシャルルヴォワは、300人が死傷したと示唆している。一方で、やはり歴史家のフランシス・パークマンは、戦況と統計から判断すれば、せいぜい死傷者は160人であると異を唱えている。

## 歴史的背景
1690年代のウィリアム王戦争での抗争があったにもかかわらず、18世紀初頭のアカディアとニューイングランドの境界地帯は、依然として英仏両国の領有の争いが続いていた。ヌーベルフランスは、アカディアの西の境界をケネベック川と定義した（ここは今はメイン州南部となっている）。一方で、フィリップ王戦争でのイングランドとインディアンたちの対立が尾を引き、戦争後のカスコ条約で、アベナキ族はイングランドの領有を認めつつも、自分たちが土地の主権者であることを主張し、それは条約にも明記されていた。
フランスはノリッジウォック、ペノブスコット、ペノブスコット湾近くのフランス人入植地（現在のメイン州キャスティン）にカトリック教会を建て、ウィリアム王戦争中はその教会が攻撃の拠点となっていた 。セントローレンス川とマサチューセッツ湾直轄植民地、ニューヨーク植民地のそれぞれ沿岸部に位置する、主要な入植地の間の辺境地帯には、なおインディアン、とりわけアベナキ族とイロコイ族が主に住んでおり、ハドソン川からシャンプラン湖に至る地域は、ヨーロッパ人の入植が始まったころは、入植者とインディアンの戦闘の場でもあった。病気や戦争でインディアンの人口が減り、いくらかその脅威が薄らいではいたが、それでも、辺境地帯の集落に対しての、入植者の脅威は根強かった。
1703年、ヌーベルフランス総督のフィリップ・ド・リゴー・ヴォードルイユの命令で、アレクサンドル・ルヌフ・ド・ラ・ヴァリエール・ド・ボーバサンがアカディアのアベナキ同盟と共に、ニューイングランドに対して一連の攻撃を仕掛けた。その範囲はウェルズからフォルマス（現在のポートランドを中心とした地域）にまで及んだ。

## 作戦

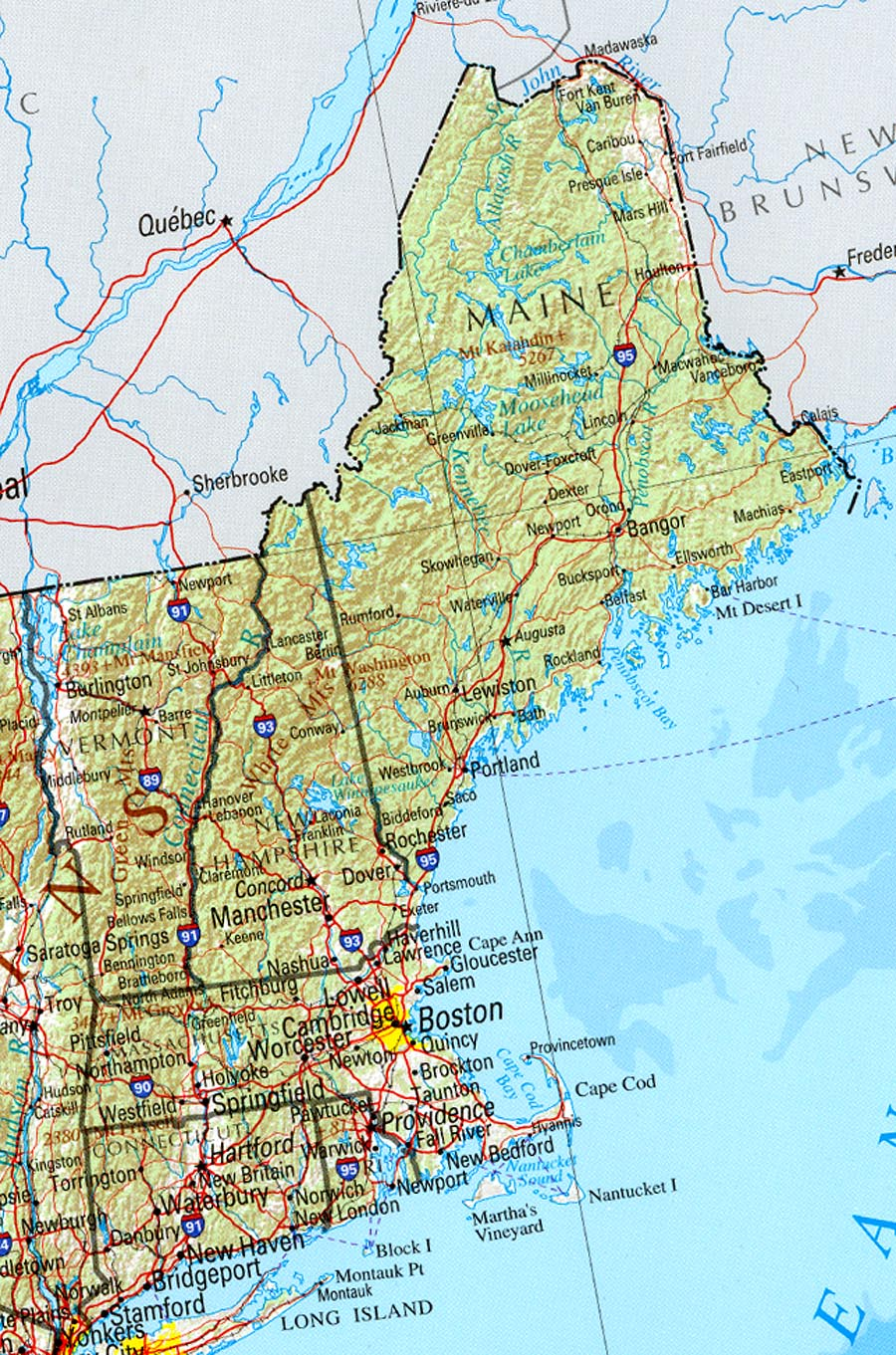
現在のメイン州の地図。下部ポートランドの近くにサコとウエストブルックが見える。

ボーバサンは、ノリッジウォックからのアベナキ同盟の一派であり、セバスチャン・ラレ神父の指導下にある500人のアベナキ族を率いた。ヴォードルイユは後に、アベナキ族は、いつ総督からの命令があっても、すぐイングランド相手に武器を取る準備ができるとラレ神父が保証したため、遠征隊に参入させたのだった。
アベナキ族は6つの大隊に分けられた。1703年8月10日、ウェルズ、ポーポイズ（Porpoise）岬、サコ、スカボロー、スパーニク、パープーダック（Purpooduck）とカスコへの同時襲撃が始まった。

### ウェルズ
8月21日（ユリウス暦では8月10日）ルヌッフと兵はウェルズに奇襲をかけ、集落を乗っ取った。奇襲をかけたのはアベナキ同盟で、39人を殺害または捕囚し、他の多くを負傷させた。別のアベナキの大隊はポーポイズ岬を襲った。この集落は閑散としていて、武器を持たない漁師が主に住んでいた。翌年の2月にもディアフィールドが襲撃され、アベナキ同盟はウェルズとヨークをも襲った 。1712年になって、アベナキ族はこの地域にまたも襲撃を仕掛けた。3つの集落に3度にわたって攻撃を行い、24人を殺害または捕囚した。そのうちの1つがウェルズだった。

### サコ
サコでは、アベナキ同盟が11人を殺害し24人を捕虜にした。サコも1704年と1705年に再び襲撃を受けた。

### ウィンターハーバー

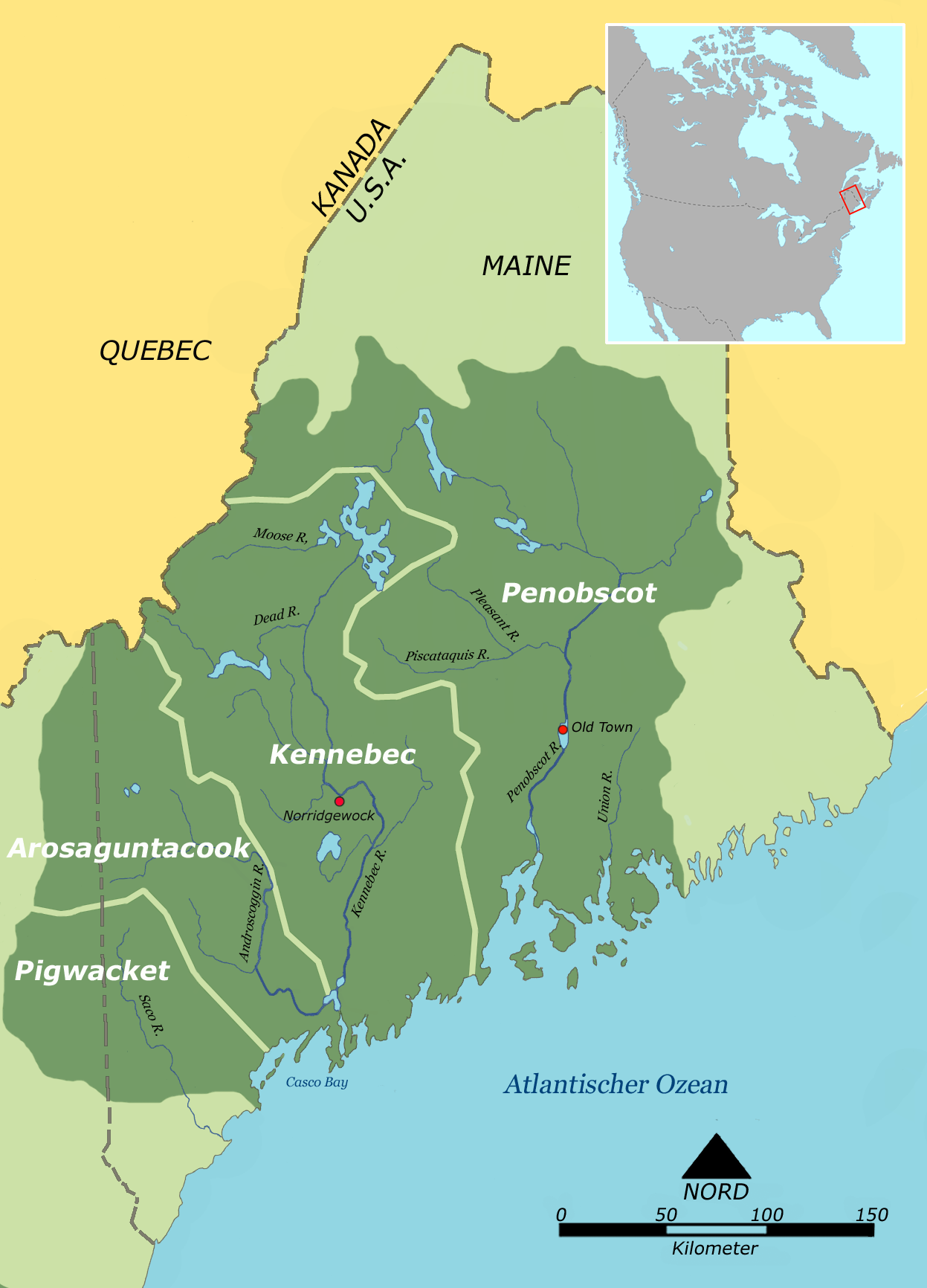
東部、メイン州を中心にした沿岸部のアベナキ同盟諸族の居住地

アベナキ同盟は、ウィンターハーバーの駐屯兵を圧倒し、彼らを有無を言わせずに捕虜とした。ウィンターハーバーも、その後また、1707年と1710年とに襲撃を受けた。

### スカボロ
1681年にブラックポイント砦ができたが、やはりインディアンの襲撃に遭って、1690年ごろ、スカボロは廃墟となった。1702年に7人の入植者によって集落の再建が始まり、ギャリソン・コーヴ（駐屯隊の入り江）の西側、プラウツネックに砦ができたが平和は長く続かなかった。1703年の8月に、ボーバサンの指揮もと、500人のフランス兵とインディアン兵が、カスコからウェルズを急襲した。スカボロの砦には、当時少人数の部隊しかいなかったが、降伏せよとの要求を彼らは拒否した。フランスとインディアンの同盟軍は、砦を包囲し、砦の壁の下に地下道を掘り始めた。大尉ジョン・ララビーは、降伏と言う言葉を口にした者は射殺すると言い渡した。敵が地下道を掘り進めているうちに大雨が降りだし、工事が行われていた屋外は水浸しになり、工兵たちは砦の砲火にさらされた。この結果フランス軍は、もっと簡単な攻略方法を求めて砦を去って行った。
その後、大尉リチャード・ハンヌウェルと18人の兵がマサクルポンドで殺された。この事件は平和協定が結ばれた後に起こったものである。1703年10月6日、ハンヌウェルと20人ばかりの兵は、丸腰で出かけたところを、マサクルポンドの南で待ち伏せしていたインディアンに襲われ、ハンヌウェルと19人の兵が殺された。ハンヌウェルの遺体はおそろしく切り刻まれ、破損されていた。上官と部下たちは同じ場所に埋葬され、その墓は大きな盛り土でおおわれた。この、だれの目にもそれとわかる「偉大なる墓」は、かつては地図にも記載されていた。 
その直後に、ワイアット中尉と8人の兵がいた砦が、インディアン兵に攻撃され、激しい抵抗の後、彼らは港の船へと退却した。アベナキ同盟は砦を焼いた。

### カスコ

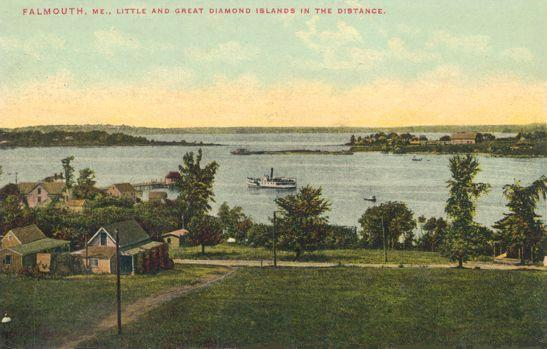
ファルマスから見たカスコ湾（絵葉書）

この間、半島部のポートランド、スパーウィンクとパープードック（エリザベス岬）、ストラウンドウォーター（ウエストブルック）も含めたフォルマスでは、アベナキ族の戦いが続いていた。スパーウィンクとパープードック、フォルマスではあまり被害はなかったが、ジョルダン一家が主に住んでいたスパーニクでは、アベナキ同盟は22人を捕囚した。パープードックにあるスプリングポイントには、入植者9家族が住んでいたが、そのうち25人をアベナキ同盟が殺し、8人を捕虜として連れ去った。
アベナキ同盟の兵たちは撤退後も半島のあたりを忍び歩き、建物に火をつけて回った。ボーバサン指揮下の、総勢500人にもなるアベナキ族の軍勢は、200隻のカヌーでカスコに到着し、4万人以上の集落を襲った。彼らはまずスループ船とシャロップ船を奪い、多くの物資を略奪した。その成功に気をよくしたアベナキ同盟は、ウィリアム王戦争の時にそうしたように、二日二晩にわたって、砦を海側から破壊しようと企てた。8月19日、ニューイングランド軍大尉のシプリアン・サウザックがのガレー船で到着し、包囲を解いたが、アベナキ族はなおもカスコ周辺をうろつき、物売り船に乗り込んで船長と他3人を殺し、2人を傷つけた
。
ファルマスにあるカスコの36人の駐屯隊の、隊長はジョン・マーチだった。ジョン・マーチは1707年のポートロワイヤルの戦いを指揮した。
9月26日、マサチューセッツ総督のジョセフ・ダドリーが360人の兵を、大規模なインディアン集落のひとつであるピグウォケットに向かわせた。この集落は現在のメイン州フライズバーグにあった。マーチに率いられた300人のニューイングランド兵は、アベナキ族をピグウォケットへと追いやり、マーチは、6人を殺して他に6人を捕虜とした。これは、この一連の戦いにおける、最初のニューイングランド側の報復だった。

### ヨーク
同じころ、サンプソン族長のもと、アベナキ族の一派がフォルマスの南を通ってヨークとバーウィックに進軍した。ヨークでは、アーサー・ブラグドンの家族7人が殺され、また未亡人と娘を捕虜とした。翌1704年のディアフィールド襲撃でも、ヨークはアベナキ族の攻撃を受けて、入植者が殺された。1712年、アベナキ族は3度にわたってこの集落を襲い、24人を殺害しまた捕虜とした。

### バーウィック
アベナキの他の大隊はバーウィックに移動し、5人のニューイングランド人を待ち伏せして、1人を殺し、1人を負傷させて、他の3人を捕虜とした。その後彼らは、ブラウン大尉の指揮下にあった砦を攻撃した。駐屯隊はこれに反撃し、アベナキ族9人を殺して9人を負傷させた。この報復として、インディアンたちは入植者を一人捕まえ、火刑柱にくくりつけて生きたまま炙って殺した。

## ニューイングランドのアカディア遠征

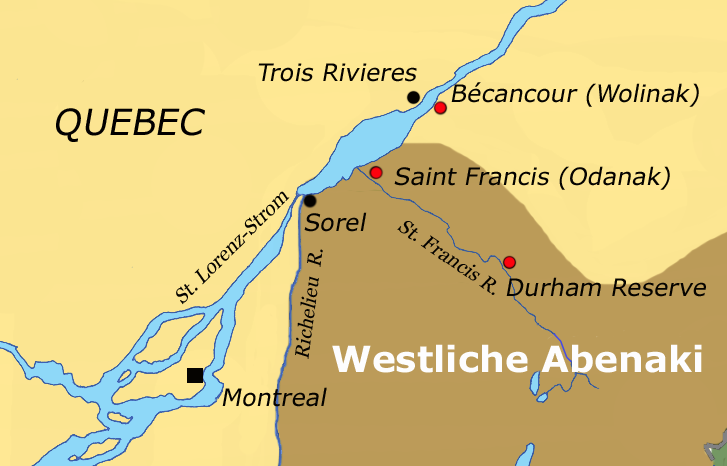
サンフランソワ周辺のアベナキ族（茶色の部分）

これらの一連の襲撃や、ディアフィールドへの奇襲に対して、13植民地北部の総督たちは、フランス植民地に対して行動を起こすことを要請した。マサチューセッツ総督のダドリーは、この様に述べている。「ケベックとポートロワイヤルを破壊して、フランスの海軍の物資をすべて女王陛下のものとし、インディアン戦争に永久に終止符を打つ」ディアフィールドとウェルズの間の境界地帯には2000人以上の警備が置かれた。また、インディアンの頭皮への賞金は40ポンドから100ポンドとなった 。ダドリーはすぐに、アカディアへ報復を加えるための軍を組織し、1704年の夏、ベンジャミン・チャーチ率いるニューイングランド軍はペタグエ（現在のメイン州キャスティン）、パサマクォディ湾（現在のニューブランズウィック州セントスティーヴン）、グランプレ、ピジキ、ボーバサン（いずれも現在のノバスコシア州）で襲撃を行った。
ノリッジウォックへもニューイングランドの報復の手が加えられた。1705年の冬の間、ヒルトン大佐の指揮下の275人の兵士がラレを逮捕し、村のものを略奪した。ラレは逃げおおせたが、神父が礼拝をつかさどる教会は、ニューイングランド軍によって焼かれた。
フランスは多くのインディアンの家族をペノブスコット、ノリッジウォック、サコ、そしてペクアケから撤退させ、カナダのサンフランソワ（オダナク）に移住させた。彼らはサンフランソワ・インディアンと呼ばれ、イロコイ連邦からヌーベルフランスを守るための防御としての役割を果たした。